# دیوید کاتالان
دیوید کاتالان (انگلیسی: David Català؛ زادهٔ ۳ مهٔ ۱۹۸۰) بازیکن فوتبال اهل اسپانیا است.
از باشگاه‌هایی که در آن بازی کرده‌است می‌توان به باشگاه فوتبال اسپانیول، باشگاه فوتبال سلتاویگو، باشگاه فوتبال آلباسته بالومپیه، و باشگاه فوتبال خرز اشاره کرد.